# Zespół MERRF
Zespół MERRF (ang. Myoclonic Epilepsy with Ragged Red Fibers - padaczka miokloniczna z czerwonymi poszarpanymi włóknami) – choroba mitochondrialna.
Postać sporadyczna lub uwarunkowana genetycznie.

## Cechy zespołu
Zespół charakteryzuje:
- postępująca padaczka miokloniczna (mioklonie, napady uogólnione, ataksja)
- cechy miopatii
- cukrzyca
- upośledzenie umysłowe
- oftalmoplegia zewnętrzna
- neuropatia[1]
- zlepki nieprawidłowych mitochondriów skupionych pod sarkolemmą, które są widoczne jako "czerwone poszarpane włókna" tzw. włókna szmatowate w zmodyfikowanej metodzie barwienia Gomoriego,
- niskorosłość.

## Badania dodatkowe
MRI: zanik kory mózgu, obniżenie sygnału z jąder podkorowych podstawy.